# Hexatoma glomerosa
Hexatoma glomerosa är en tvåvingeart som beskrevs av Alexander 1960. Hexatoma glomerosa ingår i släktet Hexatoma och familjen småharkrankar. Inga underarter finns listade i Catalogue of Life.